# Adinandra leytensis
Adinandra leytensis är en tvåhjärtbladig växtart som beskrevs av Elmer Drew Merrill. Adinandra leytensis ingår i släktet Adinandra och familjen Pentaphylacaceae. Inga underarter finns listade i Catalogue of Life.